# Bazni predor Lötschberg
Frutigen, Bern (46°34′43″N 7°38′57″E / 46.5787°N 7.6491°E), Raron, Valais (46°34′43″N 7°38′57″E / 46.5787°N 7.6491°E)
Bazni predor Lötschberg (LBT) je 34,57 kilometra dolg železniški predor na liniji BLS AG Lötschberg skozi Bernske Alpe v Švici in leži približno 400 m pod obstoječim predorom Lötschberg. Ob otvoritvi je bil najdaljši predor na svetu in je namenjen potniškim in tovornim vlakom. Poteka med krajema Frutigen, kanton Bern in Raron, kanton Valais. Prebit je bil v aprilu 2005, gradnja se je končala leta 2006. Otvoritvena slovesnost je bila v juniju 2007, obratovat je začel decembra 2007.

## Projekt
Predor je bil zgrajen zaradi zmanjšanja tovornega prometa po švicarskih cestah in omogoča prevoz povečanega števila tovornih in priklopnih vozil, ki se natovarjajo na vlake v Nemčiji in vozijo skozi Švico do ciljev v Italiji. Prav tako skrajša čas potovanja turistov, ki prihajajo na švicarska smučišča. Tudi dnevne migracije Wallis - Bern imajo 50% krajši čas potovanja. Skupni strošek izgradnje je bil 4,3 milijarde CHF. Ta in bazni predor Gotthard sta del projekta Swiss ALPTRANSIT.
Novi cevi predora skrajšata dolžino poti med Spiezom in Brigom za približno 10 km. Največji vzdolžni naklon na severni strani Lötschberga pade iz 27 na 15 promil. Poleg tega bazni predor zaobide posebej razgiban del pogorja, kjer je imela stara železniška proga najmanjši polmerom 300 m. Glavna prednost za tovorne vlake je v nižji porabi energije in ni potrebe po dodatnih lokomotivah. Te bodo še vedno potrebne za posebno težke tovorne vlake v smeri proti severu za premagovanje strmih klancev pred predorom Simplon. Prihranki na času za daljše razdalje znašajo okoli ene ure, med Bernu in Brigom pa se je čas potovanja zmanjšal celo za 79-64 minut.

## Načrtovanje in gradnja
Delo na načrtovanju se je začelo v poznih 1980. Po podrobnih razpravah, je švicarska vlada sredi maja 1989 sprejela potek NEAT (Neue Eisenbahn-Alpentransversale). Poleg pričakovane odločitve o baznem predoru Gotthard, se je odločila tudi za izgradnjo baznega predora Lötschberg. 8. junija 1993 je bila ustanovljena družba BLS Alp Transit AG kot hčerinska družba BLS, ki je pripravila podrobni načrt izgradnje. Zvezni svet je aprila 1996 odločil o dinamiki izgradnje baznih predorov Gotthard in Lötschberg. Z nekaj težavami in spremembami poteka tras in dinamike izgradnje, je bilo 3. junija 1997 pridobljeno gradbeno dovoljenje za dostopni predor Ferden. Od konca leta 1998 do 2000 so bili dani v gradnjo vsi predvideni odseki predora in dostopne trase železnice. Junija 2002 se je pričela vgradnja elektro-strojne in druge opreme. Leta 2004 se je začela po odsekih vgradnja vozne tehnike in tehnologija za nadzor in varnost prometa. Skupno je bilo položenih 57 km tirov, 60 km nadzemnih vodov in ozemljitev, 1390 kilometrov kablov in 133 video kamer. 3200 javljalnikov požara je priključenih v 20 požarnih centralah, 420 ročnih gasilnih aparatov in 110 avtomatskih skrbi za požarno varnost. 
Med gradnjo je v nesrečah pri delu umrlo 5 ljudi.

## Zagon
Prva lokomotiva, šlo je za testno vožnjo je iz južne strani zapeljala 6. maja 2006. 6. junija je bila prva električna testna vožnja. 1. decembra je bil predor predan v promet po celotni dolžini še vedno za testne vožnje. 16. decembra 2006 ob 00:30 uri je ICE -S pri licenciranju dosegel hitrost 281 km / h.
14. junija 2007 je zvezni uradi izdal uporabno dovoljenje za transport.
Med 16. junijem in 8. decembrom 2007 je bil predor odprt za tovorni promet. V času testiranja je skozi predor peljalo okoli 6500 vlakov, plus približno 2500 testnih.
7. December 2007 je zvezni urad za promet izdal dovoljenje za polno obratovanje predora. Vlaki so vozili z največjo hitrostjo 200 kilometrov na uro. Od konca leta 2008 dalje pa lahko vlaki v predoru vozijo z največjo hitrostjo 250 kilometrov na uro.

## Podatki
- Dolžina predora: 34,6 km (vzhodna cev), 27,2 km (zahodna cev)
- Začetek del: 5 julij 1999
- Celotna dolžina predorov: 88,1 km
- Vrtanje z vrtalnim strojem: 20 odstotkov
- Miniranje: 80 odstotkov
- Skupna teža železniške opreme 170.000 ton
- Stroški za bazni predor 4,3 milijarde CHF. (Raven cen v letu 1998, februar 2007)

Severni portal na strani Frutigen je na nadmorski višini 776,5 m, nato se dvigne do najvišje točke na 828,2 m in pade pri južnem portalu v Raronu v dolini Rone na 654,2 m. Najvišja točka predora je 411 m nižja kot v starem predoru Lötschberg iz leta 1913. Z višino vrha 828 metrov, je bazni predor Lötschberg, skupaj s predorom Simplon celo najnižje ležeča proga na čezalpski železniški progi. Vzdolžni nakloni v baznem predoru so 3-13 promila.
- Severni portal v Frutigenu
- Južni portal blizu Rarona
- Novi mostovi preko reke Rone (francosko Rhône)

## Druga dela v okviru projekta
Poleg baznega predora Lötschberg so bili zgrajeni številni drugi infrastrukturni projekti:
- Intervencijska postaja Tellenfeld za izhod v sili tik pred severnim portalom predora, za evakuacijo potnikov v primeru nezgode.
- Štiri kilometre dolga proga med Wengi - EY in intervencijsko postajo Tellenfeld, mimo postaje Frutigen. Območje naselja Frutigen prečka 2,6 km dolg dvocevni predor Engstlige. Zgrajen je bil v odprtem kopu. Temeljito je bila preurejena tudi železniška postaja Frutigen.
- 500 m dolg predor Widi vodi od intervencijske postaje Tellenfeld do postaje Frutigen.
- Povezava med portali Raron z železniško progo Brig - Montreuxu, vključno z dvema vzporednima mostovoma čez reko Rono dolžine 554 in 817 m.

## Koncept reševanja
Na območju obeh cevi predora je bila zgrajena postaja na pomoč potnikom v izrednih razmerah. Na 473 m dolgi platformi lahko potniki izstopijo in gredo skozi šest izhodov v predor za pobeg. Poseben sistem prezračevanja lahko injicira 400 kubičnih metrov zraka na sekundo v primeru požara in sesa 500 m³/s dima v 380 m prezračevalnega jaška. V točki Mitholz je operacijska postajo, ki se lahko uporabi v nujnih primerih tudi za evakuacijo vlakov. V Frutigenu je zgrajen center za nadzor in intervencije, v Brigu pa je tudi še star intervencijski center.
Načrt reševanja predvideva, da se vlaki v sili ustavijo na intervencijskih postajah zunaj predora. Če to ni mogoče, se lahko potniki po prečnih povezavah med cevema, ki so na vsakih 330 m umaknejo v vzporedno cev. V primeru nezgode v predoru se po evakuaciji potnikov intervencijski center Frutigen lahko pretvori v postajo medicinske pomoči. Gasilske intervencijske skupine dosežejo lokacijo požara v 45 minutah.

## Izkoriščanje tople vode
Pri vrtanju predora so naleteli na izvire, ki so bruhali po 70 litrov tople vode (18 ºC) na sekundo. Ker je bila pretopla, da bi jo spustili v bližnjo reko, saj bi ogrozila živalstvo in rastlinstvo v njej, se je žena glavnega inženirja Petra Hufschmieda, po rodu Rusinja domislila, da bi toplo vodo izkoristili za ureditev ribje farme Tropenhaus Frutigen. Prve jesetre, kupljene v Franciji in na Madžarskem, so v Frutigen začeli gojiti že leta 2005, prvi švicarski kaviar pa so lahko poskusili leta 2011. Danes v toplih bazenih plava okoli 35.000 sibirskih jesetrov. V nadaljevanje bi radi dosegli populacijo 60.000 jesetrov in pridobili kar tri tone kaviarja na leto. V Tropenhaus Frutigen gojijo tudi eksotično sadje in imajo tropski rastlinjak.